# Ippodromo Paolo VI
Ippodromo Paolo VI är en travbana i Taranto i provinsen Taranto i Italien, öppnad 1978.

## Om banan
Ippodromo Paolo VI invigdes officiellt 1978, och arrangerade sin första tävlingsdag den 29 juni 1978. Samma år hölls de första upplagorna av storloppen Gran Premio Citta di Taranto och Gran Premio Due Mari, som hjälpte banan bli en nationellt känd bana, och ett flertal kända hästar och kuskar började frekvent att besöka banan.
Huvudbanan är 1000 meter lång, och har en banbredd på 25,32 meter. Banans raksträckor har en genomsnittlig dosering på 3,9 %. På anläggningen finns även en träningsbana som är 920 meter lång, och ligger på insidan om huvudbanan.
Banans stallbacke har 270 boxplatser för hästar, samt en veterinärklinik. Läktarplatserna rymmer cirka 10 000 åskådare.